# Isa Chandra Moskowitz
Isa Chandra Moskowitz est une chef végane américaine, auteure de livres de cuisine, ancienne animatrice de l'émission de cuisine végétalienne Post Punk Kitchen et restauratrice. Son premier restaurant, Modern Love, a ouvert à Omaha en 2014 et un second restaurant a ouvert ses portes à Brooklyn en 2016.

## Biographie
Élevée à Brooklyn, New York, et ayant abandonnée la High School of Music & Art, où elle étudiait les beaux-arts, Moskowitz est attirée à la fin des années 1980 par la scène punk rock du Lower East Side de Manhattan , embrassant d'abord un régime végétarien, puis le véganisme. Elle fait également du bénévolat avec Food Not Bombs, une organisation anarchiste qui fournit des repas végétaliens gratuits aux sans-abri et aux nécessiteux.
L'inspiration pour créer sa propre émission de cuisine est venue en regardant le Food Network et en se demandant pourquoi il n'y avait pas d'émissions végétaliennes. Selon Moskowitz, l'émission utilise le titre The Post Punk Kitchen pour signifier le sentiment d'être "plus âgé et confronté à l'énigme de grandir et de faire des compromis pour lesquels leurs moi de dix-huit ans pourraient les détester". Le succès de The Post Punk Kitchen conduit à la compilation d'un livre de cuisine, Vegan with a Vengeance, à la fin de 2005, et à un certain nombre de livres de cuisine supplémentaires au fil des ans,,.
En avril 2008, elle part de New York à Portland, Oregon, puis à Omaha, Nebraska. Son restaurant, Modern Love, a des emplacements à Omaha et à Brooklyn,,.

## Activisme

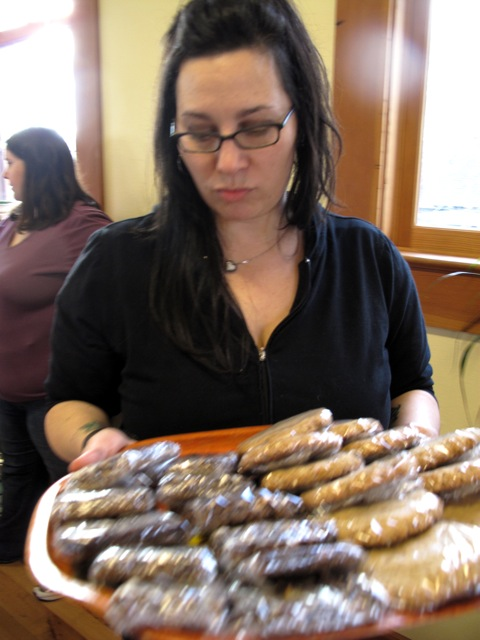
Moskowitz à une vente de pâtisseries végétaliennes pour Haïti

Moskowitz est une opposante virulente à la "viande sans cruauté", promouvant les droits des animaux à travers ce qu'elle appelle "l'activisme culinaire" ou le "baketivisme" :
Je pense que l'activisme n'est pas ce que vous décidez de faire, mais comment cela affecte les gens. Alors si quelqu'un dit, je vais devenir militant ! Je vais me tenir au coin d'une rue et prêcher sur le véganisme ! Et puis ils vont de l'avant et font ça mais personne n'écoute et personne ne devient végane, alors est-ce de l'activisme ? D'un autre côté, il y a peut-être une fille au milieu de nulle part qui aime les animaux et qui a décidé de cuisiner végétalien. Et puis les gens goûtent ses cupcakes et se disent "Bon sang, moi aussi je vais devenir végane". Évidemment, je pense que ce dernier est plus efficace, mais je suppose que les gens pourraient ne pas le voir comme de l'activisme.
Après le tremblement de terre de 2010 en Haïti, Moskowitz a publié sur son blog un appel aux véganes pour qu'ils organisent des ventes de pâtisseries dans leurs villes d'origine afin de collecter des fonds pour les secours, ce qui a permis de collecter plus de 75 000 dollars.

## Œuvres
Livres de cuisine
- Végétalien avec une Vengeance . 2005. (ISBN 1-56924-358-1)
- Les cupcakes végétaliens envahissent le monde, avec Terry Hope Romero. 2006. (ISBN 1-56924-273-9)
- Veganomicon, avec Terry Hope Romero. 2007. (ISBN 1-56924-264-X)
- Brunch végétalien . 2009. (ISBN 0-7382-1272-5)
- Les biscuits végétaliens envahissent votre boîte à biscuits, avec Terry Hope Romero. 2009. (ISBN 1-60094-048-X)
- Appétit pour la réduction . 2010. (ISBN 978-1-60094-049-1)
- Tarte végétalienne dans le ciel . 2011. (ISBN 978-0-7382-1274-6)
- Isa Does It: Amazingly Easy, Wildly Delicious Vegan Recipes for Every Day of the Week. Little, Brown. 2013.  (ISBN 978-0-316-22190-0)
- Vegan with a Vengeance, 10th Anniversary Edition: Plus de 150 recettes délicieuses, bon marché et sans animaux qui déchirent . 2015.  (ISBN 978-0738218335)
- Le livre de recettes de vacances Vegan de Superfun Times : Divertissant pour absolument toutes les occasions . 2016. (ISBN 978-0-316-22189-4)
- Je peux cuisiner végétalien . 2019. (ISBN 978-1419732416)

Articles
- 10 incontournables du garde-manger, selon les chefs, Vegetarian Times, 17 mai 2022.
- N'ayez pas peur du végétalien à votre table de Thanksgiving, CNN, 21 novembre 2014.

## Liens
1. ↑  « Modern Love », Omaha Magazine,‎ 3 décembre 2014 (lire en ligne)
2. ↑  « Williamsburg Gets A Vegan Restaurant For Grown-Ups With Modern Love », Gothamist,‎ 11 octobre 2016 (lire en ligne)
3. ↑  « Strict Vegan Ethics, Frosted With Hedonism », The New York Times,‎ 24 janvier 2007
4. ↑  « Vegan Baking & Vegan Cooking », Post Punk Kitchen (consulté le 9 mai 2011)
5. 1 2  Moskowitz, Isa Chandra.Vegan With a Vengeance. Marlowe & Company, 2005, p. 3.
6. ↑  Kramer, « Isa Chandra Moskowitz, Creator, Post Punk Kitchen, Author, Vegan With a Vengeance », Gothamist, 3 novembre 2005 (consulté le 25 juillet 2022)
7. ↑  All Hail the Vegan Queen
8. ↑  Secrets of the Ultimate Vegan Cookbook
9. ↑  Post Punk Kitchen's Isa Chandra Moskowitz Talks Opening Modern Love in Brooklyn
10. ↑  Chef Isa Chandra Moskowitz Makes Vegan Work, from Omaha to Brooklyn
11. ↑  Brooklyn’s Modern Love Brings Vegan Punk Ethos to the Table
12. ↑  Moskowitz, « It's Wrong to Kill Meat-Eaters », Jewcy.com, 14 mai 2007 (consulté le 9 mai 2011)
13. ↑  Moskowitz, « Vegan Culinary Activism in 10 Yummy Steps », Satya, june–july 2007 (consulté le 9 mai 2011)
14. 1 2  Castoria, « Vegan MoFo Returns », Vegnews.com (consulté le 9 mai 2011)
15. ↑  « Vegan Bake Sales For Haiti » [archive du 4 février 2013], Post Punk Kitchen (consulté le 9 mai 2011)